# Theodor von Schubert
Friedrich Theodor von Schubert (30 de octubre de 1758 - 21 de octubre de 1825) fue un astrónomo, geógrafo alemán y prolífico autor de textos de popularización de la astronomía. 

## Semblanza
Schubert nació en Helmstedt. Su padre, Johann Ernst Schubert, era profesor de teología y abad de la Abadía de Michaelstein. Theodor también estudió teología, pero no le gustó. Viajó al extranjero, primero a Suecia en 1779 y después se mudó a Bartelshagen, donde pasó a ser el tutor de los niños del alcalde von Cronhelm. Dado que el alcalde era aficionado a las matemáticas y la astronomía, Theodor tuvo que estudiar estas materias para ser capaz de enseñarlas. Se casó con Luise Friederike von Cronhelm, hija del alcalde, y después se trasladó a Tallin en Estonia, otra vez ejerciendo como profesor particular.
Radicado en la localidad de Haapsalu, enseñó matemáticas a un joven noble como preparación para su trabajo administrativo. En 1785 pasó a ser ayudante de la Academia de Ciencias de Rusia como geógrafo, siendo aceptado como miembro de pleno derecho en junio de 1789. Fue nombrado en 1803 director del observatorio astronómico de la Academia, y en 1805 participó con su hijo en una fallida expedición rusa a China.
Resultó elegido Miembro Extranjero Honorario de la Academia Estadounidense de las Artes y las Ciencias en 1812.
Sus escritos incluyen algunos trabajos científicos, pero se dedicó principalmente a la popularización de la astronomía. Entre 1788 y 1825 publicó el St. Petersburger Kalender, y entre 1808 y 1818 el St. Petersburger astronomischen Taschenkalender. También escribió para algunos diarios y para el periódico en lengua alemana St. Petersburger Zeitung, que editó desde 1810 hasta su muerte.
Su hijo, Friedrich von Schubert, fue general del ejército ruso y explorador.

## Publicaciones
- Populäre Astronomie. 3 volúmenes, Petersburg (1808–10)
- Theoretische Astronomie. 3 volúmenes, Petersburg 1798. Traducido al francés como Traite d'astronomie theorique, publicado en 1834 por Perthes & Besser.
- Astronomische Bestimmung der Längen u. Breiten. Petersburg 1806 (reinpreso y traducido al ruso)
- Geschichte der Astronomie. Petersburg 1804
- Vermischte Schriften. 7 volúmenes, Tübingen 1823–26 (4 volúmenes) y Leipzig 1840 (3 volúmenes).

## Eponimia
- El cráter lunar Schubert lleva este nombre en su memoria.[2]